# Gustave de Rothschild
Pour les autres membres de la famille, voir Famille Rothschild.
Le baron Gustave Samuel James  de Rothschild est un banquier français né le 17 février 1829 à Paris où il est mort le 28 novembre 1911.

## Biographie

Blason de la famille Rothschild

Deuxième des quatre fils du baron James de Rothschild et de Betty von Rothschild, Gustave de Rothschild épouse en 1859 Cécile Anspach (1840-1912) dont il aura trois filles et trois fils dont deux morts en bas âge :
1. Octave (né et mort en 1860),
2. Zoé Lucie Betty de Rothschild (1863-1916), épouse en 1882 le banquier belge Léon Lambert (1851-1919),
3. Aline Caroline de Rothschild (1867-1909), épouse en 1887 Sir Albert Edward Sassoon (1856-1912)
4. Bertha Juliette de Rothschild (1870-1896), épouse en 1892 Emmanuel Leonino
5. André (1874-1877)
6. Robert de Rothschild (1880-1946).

Consul général d'Autriche-Hongrie et célèbre collectionneur, il possédait notamment le Portrait de Marin Day par Rembrandt et L’homme à la guitare de Frantz Hals. Il possédait également une belle collection d’émaux limousins et de faïences de Saint-Porchaire. Avec son frère Edmond, il finance les fouilles de Milet, Didymes, Tralles et Magnésie, effectuées en 1873 par l'archéologue Rayet, dont ils offrent le produit au musée du Louvre. 
Le 15 juin 1869, le baron Gustave de Rothschild acquiert de la duchesse de Bauffremont, pour la somme de 2 700 000 francs, deux hôtels sis 21, avenue Marigny et 14, rue du Cirque, le tout d'une superficie de 3 555 m² environ. En 1872, le baron de Rothschild décide de réunir ces deux hôtels en une seule propriété et de faire élever sur une partie des terrains de nouvelles constructions. Le 17 mai 1879, il acquiert l'hôtel du 13 avenue Marigny. D'importants travaux de construction sont alors exécutés de 1873 à 1883 par son architecte attitré, Alfred-Philibert Aldrophe, qui donnent à l'hôtel de Marigny (aujourd'hui propriété de l'État, annexe du Palais de l'Élysée) sa physionomie actuelle. 
Gustave possède également le château des Hayes, dit de Laversine, à Saint-Maximin, près de Chantilly (Oise), reconstruit par Adolphe à partir de 1880. Situé en bordure de la forêt d'Halatte, il sert pour la chasse à courre. La fille de Gustave, Bertha Léonine, décède d'ailleurs lors d'une chasse à courre en 1896 à l'âge de 26 ans. Un cénotaphe en pierre se dresse encore aujourd'hui en forêt d'Halatte, parcelle 242.
Il a créé en 1873, avec son frère aîné Alphonse de Rothschild, le célèbre haras de Méautry à Touques en Normandie.
Il était administrateur de la Compagnie du chemin de fer de Paris à Lyon.

## Distinctions
- Chevalier de la Légion d'honneur (décret du 30 juin 1867).